# Open d'Égypte de squash
Le tournoi Open d'Égypte est un tournoi de squash qui se tient devant les Pyramide de Khéops. Le premier tournoi se déroule en 1997 avant une longue interruption de plus de vingt ans. Il fait partie du PSA World Tour, catégorie rassemblant les plus prestigieux et lucratifs tournois. Plus précisément, il fait partie des PSA World Series qui sont les tournois les plus prestigieux du circuit masculin, tels que le championnat du monde ou le British Open.
Initialement, le tournoi est exclusivement masculin mais dès l'année suivante, une édition féminine voit le jour.

## Palmarès

### Hommes
| Année | Champion          | Finaliste           | Score en finale                       |
| ----- | ----------------- | ------------------- | ------------------------------------- |
| 2024  | Mostafa Asal      | Ali Farag           | 11-3, 13-11, 5-11, 11-8 (82 min)      |
| 2022  | Ali Farag         | Paul Coll           | 11-6, 8-11, 11-4, 11-7 (66 min)       |
| 2021  | Ali Farag         | Mohamed El Shorbagy | 6-11, 9-11, 11-2, 11-6, 11-5 (74 min) |
| 2020  | Ali Farag         | Tarek Momen         | 11-8, 11-3, 11-4 (48 min)             |
| 2019  | Karim Abdel Gawad | Ali Farag           | 11-6, 11-8, 11-8 (61 min)             |
| 1997  | Jansher Khan      | Jonathon Power      | 15-5, 15-11, 15-7                     |

### Femmes
| Année | Championne       | Finaliste        | Score en finale                         |
| ----- | ---------------- | ---------------- | --------------------------------------- |
| 2024  | Nour El Sherbini | Nouran Gohar     | 5-11, 11-8, 11-8, 11-8 (70 min)         |
| 2022  | Hania El Hammamy | Nouran Gohar     | 11-7, 11-13, 11-3, 11-4 (81 min)        |
| 2021  | Nouran Gohar     | Nour El Sherbini | 11-7, 11-4, 5-11, 7-11, 12-10 (64 min), |
| 2020  | Nour El Sherbini | Nouran Gohar     | 11-9, 11-9, 11-6 (41 min)               |